# Kościół Chrześcijański ZOE w Węgorzewie
Kościół Chrześcijański ZOE w Węgorzewie – wspólnota zielonoświątkowa należąca do Kościoła Bożego w Polsce.
Starszym pastorem kościoła jest Leszek Korzeniecki, a stanowisko drugiego pastora pełni Jacek Kurzela. Miejscem spotkań jest siedziba kościoła przy ul. Zamkowej 24 w Węgorzewie.
Kościół jest częścią ruchu charyzmatycznego, a dla jego członków jedynym źródłem wiary jest Biblia. Jego nazwa pochodzi od greckiego słowa ζωή, którym w Nowym Testamencie posługiwano się w celu określenia bożego rodzaju życia, różnego od życia psychicznego lub biologicznego, który ma stanowić standard dla wiernych.